# Schizomeria gorumensis
Schizomeria gorumensis är en tvåhjärtbladig växtart som beskrevs av Schlechter. Schizomeria gorumensis ingår i släktet Schizomeria och familjen Cunoniaceae. Inga underarter finns listade i Catalogue of Life.